# مناره بارانگرد
مناره بارانگرد، روستایی از توابع بخش مرکزی شهرستان باغ‌ملک در استان خوزستان ایران است.

## جمعیت
این روستا در دهستان قلعه تل قرار دارد و براساس سرشماری مرکز آمار ایران در سال ۱۳۸۵، جمعیت آن ۱۷۳ نفر (۳۳خانوار) بوده‌است.مردمان روستای مناره از ایل بختیاری طوایف زراسوند.چهارلنگ.اورک میباشند که به زبان بختیاری تکلم میکنند.